# Charles Courbe
Pour les articles homonymes, voir Courbe (homonymie).
Charles Courbe est un historien de la ville de Nancy né à Toul le 25 janvier 1839 et mort à Nancy le 5 février 1885. Ses œuvres les plus importantes sont les Promenades dans les rues de Nancy (1883) et sa contribution à l'établissement des origines lorraines de Victor Hugo.

## Biographie
Courbe est d'origine modeste, son père était maréchal-ferrant à Toul. Il n'a pas fait d'études secondaires et ne connaît pas le latin. Il revendique dans ses écrits un « style vandoeuvrien », du nom de cette ville ouvrière de la banlieue nancéienne. Il est représentant de commerce, puis clerc de notaire à Toul, avant de déménager à Nancy où il exerce l'activité de comptable pour des particuliers.
Néanmoins, il s'intéresse particulièrement à l'histoire de sa ville d'adoption, Nancy, et à ceux qu'il nomme les « fils de leurs œuvres », personnages qui ont acquis la célébrité aux XVIIIe et XIXe siècle principalement, grâce à leur travail et non sur leur nom ou leur fortune.
Amateur d'histoire, il semble traquer les pièces originales et fait don de plusieurs pièces au Musée historique lorrain : lettre autographe de Condé, fragment de reliure, cartes, plan de Toul et plan de Luxembourg. En dépit de ces dons, il garde rancune à la Société d'archéologie lorraine de n'avoir pas soutenu ses projets éditoriaux, c'est pourquoi il lègue ses archives à la Bibliothèque de Nancy par l'intermédiaire de son ami Louis Lallement.
Il apparaît parmi les membres de la Société d'ethnographie américaine et orientale / Société d'ethnographie de Paris entre 1874 et 1876, peut-être de manière circonstancielle, le congrès national s'étant tenu à Nancy en 1875.

De petite santé, il travaillait la nuit, « quand la maladie l'empêchait de dormir », selon Christian Pfister. L'historien de la Lorraine lui rend à plusieurs reprises un vibrant hommage, tant dans ses cours que dans ses articles d'historiographie :
C’était un autre irrégulier que Charles-Joseph-Stanislas Courbe, que la plupart d’entre vous ont encore connu : il est mort tout récemment, le 5 février 1885. Courbe n’était pas non plus un favorisé de la fortune ; il dut demander à un travail acharné le pain quotidien. Mais pourtant Courbe a connu l’une des formes du bonheur, ou, si le mot est trop ambitieux, il a eu une de ces passions qui remplissent la vie et qui nous aident à en supporter le poids. Il a eu la passion de l’histoire de Nancy. Tous les moments qu'il pouvait dérober à son travail de bureau, il les consacrait à faire des extraits des vieux journaux de Nancy et à recueillir ce qui avait paru sur notre cité ; bientôt il acquit sur l’histoire des maisons et des rues de la ville une science véritable ; il connut les divers propriétaires et locataires de chaque demeure, au cours des âges ; personne mieux que lui ne vous citait les anciens noms des rues et tous les événements locaux qui s’étaient passés en chacune d’elles. Cette science, acquise ainsi au hasard des lectures, il nous l’a communiquée pêle-mêle en deux grands ouvrages : Promenades historiques à travers les rues de Nancy, et les Rues de Nancy du XVIe siècle à nos jours. Au moment où l’impression de ce dernier était commencée, Courbe était déjà malade et la mort devait l’enlever avant que le livre ne vît le jour. Ne demandez pas au livre de Courbe une ordonnance bien académique ; il avait les académies en horreur, même l’Académie de Stanislas qui ne lui en garda nulle rancune ; ne lui demandez pas davantage un style soutenu et noble ; il dit lui-même : « Nous nous sommes permis d’écrire en style vandœuvrien, sans mettre de gants et sans endosser le cérémonieux habit noir, dans lequel nous serions trop guindé. » Mais que de détails piquants l’auteur nous apprend « dans ses promenades en zigzag, sans suite » ! Et nous l’avons suivi partout ou presque partout, écoutant avec plaisir ses innombrables anecdotes et son parler traînard de Nancy, et nous prenant d’une vive sympathie pour notre guide, qui a passé un peu vite devant le palais ducal ou devant les demeures officielles de la place Stanislas, mais qui s’est arrêté dans l’échoppe de l’artisan et de l’ouvrier, heureux quand de l’un d’eux il pouvait dire ou penser : Celui-là est un vrai Nancéien, fils de ses œuvres ! 

## LesPromenadeset lesRues de Nancy
Les Promenades historiques à travers les rues de Nancy au XVIIIe siècle, à l'époque révolutionnaire et de nos jours, paraissent en 1883 à compte d'auteur. Cet ouvrage s'inscrit dans la continuité des travaux de l'abbé Lionnois, un érudit nancéien du début du XIXe siècle dont Courbe s'attache par ailleurs à corriger, annoter et faire l'historiographie des écrits. Il est préfacé par Louis Lallement (1831-1890), avocat et membre éminent des sociétés savantes locales, fervent ami de l'auteur. Au gré des quartiers de la ville, l'auteur égrène les noms et biographies de personnalités célèbres qui y ont résidé.
Les Rues de Nancy du XVIe siècle à nos jours, paru en trois volumes de manière posthume, aux bons soins de Louis Lallement, parachèvent cette œuvre, en suivant un ordre strictement topographique. Mais loin de se borner à rappeler l'origine du nom des rues et les quelques monuments ou personnalités remarquables, Courbe en fait tout à fait revivre l'histoire et les habitants.
Dans ses ouvrages, Courbe cherche à faire revivre l'histoire de Nancy en parcourant ses rues, tel un guide touristique historiquement documenté. Chaque entrée d'hôtel ou de maison, chaque boutique, peut être prétexte à une dissertation biographique ou historique convoquant à la fois souvenirs, témoignages, dépouillements d'archives publiques et privées, dépouillements de journaux. L'ensemble constitue une mine documentaire à la fois biographique, topographique et historique sur la ville depuis l'époque du duc Léopold.

## Œuvres

### Monographies
- Charles Courbe, Table de renvoi aux chiffres et lettres du plan de la Ville-Vieille de Nancy (par La Ruelle), publiée par Lionnois, annotée, Nancy, André, 1879, 7 p.
- Charles Courbe, Lettre sur la phraséologie usitée dans les discours académiques; seconde suite des Mémoires de l'Académie de la Ville-Neuve de Nancy, Nancy, André, 1881
- Charles Courbe, Les Singulières merveilles du vieux Nancy. Les Figures allégoriques de la Poterie... petite dissertation, Nancy, Crépin-Leblond, 1881, 27 p.
- Charles Courbe, Les Singulières merveilles du vieux Nancy. Le Portail des sœurs grises, Nancy, Crépin-Leblond, 1881, 23 p.
- Charles Courbe, Promenades historiques à travers les rues de Nancy au XVIIIe siècle, à l’époque révolutionnaire et de nos jours. Recherches sur les hommes et les choses de ces temps, S. l., s. n., 1883, III-470 p. (lire en ligne)
- Charles Courbe, L'Histoire des villes vieille et neuve de Nancy, par le sieur J.-J. Lionnois, prêtre I. Historique de la publication II. Liste inédite des souscripteurs, Nancy, Imprimerie Saint-Epvre, 1883.
- Charles Courbe, État de la noblesse de Nancy, distribuée par paroisse et selon les numéros des hôtels et maisons (réimpression d'une plaquette rarissime imprimée en 1762, avec notes, rapprochement de numéros et préface), Nancy, Crépin-Leblond, 1884, 31 p.
- Charles Courbe, Les Rues de Nancy du XVIe siècle à nous jours, vol. I-III, Nancy, Imprimerie lorraine, 1885-1886 (lire en ligne)

### Articles
- Charles Courbe, « Une œuvre apocryphe attribuée à Dom Calmet : la Réponse aux attaques de Chevrier », Journal de la Société d'Archéologie lorraine,‎ juillet 1878
- Charles Courbe, « Arrivée de Stanislas en Lorraine, extraits des notes de Jamet le jeune, secrétaire particulier de La Galaizière », Le Petit Nancéien,‎ 30 juin, 3 et 7 juillet 1881
- Charles Courbe, « Éphémérides nancéiennes », Dépêche de Nancy (jusqu’en 1885).
- Charles Courbe, « Du projet d'un hôpital général au faubourg Saint-Pierre de Nancy en 1769 », Mémoires de la Société d'Archéologie lorraine,‎ 1884, p. 107-140 (lire en ligne)
- Charles Courbe, « Nancy, ses portes et ses places. Esquisse historique », Grand Annuaire de l'Est,‎ 1885, p. 357-399

## Autres sources
- Louis Lallement, « Chronique de l’Est. Nancy. M. Courbe », Journal de la Meurthe,‎ 8 février 1885
- Charles Guyot, « Troisième concours de la Fondation Herpin. Rapport », Mémoires de l’Académie de Stanislas,‎ 1885, p. V (lire en ligne)
- « Nécrologie. Charles-Joseph-Stanislas Courbe », Journal de la Société d’archéologie et du Comité du Musée lorrain,‎ 1885, p. 46-49 (lire en ligne)
- « Courbe », Étrennes nancéiennes,‎ 1886, p. 26-29
- Christian Pfister, Histoire de Nancy. Tome premier. Depuis les origines jusqu’à la mort de René II (1508), Nancy, Éditions de la Lorraine artiste, 1896, 423 p. (lire en ligne), p. IX-X
- Émile Badel, Étrennes aux Nancéiens pour 1903, Nancy, L. Kreis, 1902, 158 p. (lire en ligne), p. 24-25
- « 30 septembre 1917 », Pages de guerre écrites au jour le jour,‎ 1917 (lire en ligne)
- Claire Haquet, « Charles Courbe », dans Isabelle Guyot-Bachy et Jean-Christophe Blanchard (dir.), Dictionnaire de la Lorraine savante, Metz : Éditions des Paraiges, 2022, p. 106-107